# Svarttjärnen (Jörns socken, Västerbotten, 724419-170603)
Svarttjärnen är en sjö i Skellefteå kommun i Västerbotten och ingår i Byskeälvens huvudavrinningsområde.